# Aleksandr Brzezicki
Aleksandr Josifowicz Brzezicki, ros. Александр Иосифович Бржезицкий (ur. 14 lutego 1860, zm. 13 kwietnia 1971 w Grasse we Francji) – rosyjski wojskowy (pułkownik), emigracyjny działacz wojskowy, oficer Rosyjskiego Korpusu Ochronnego podczas II wojny światowej.
Ukończył gimnazjum wojskowe w Połocku, zaś w 1881 r. pawłowską szkołę wojskową. Służył m.in. w korpusie straży pogranicznej. Brał udział w I wojnie światowej, a następnie wojnie domowej w Rosji po stronie białych. Był w stopniu pułkownika dowódcą kaukaskiego pułku strzeleckiego, a następnie pułku korniłowskiego. Od czerwca do 28 sierpnia 1920 r. dowodził 3 batalionem 2 pułku korniłowskiego, kiedy został ranny. W listopadzie tego roku wraz z resztkami wojsk białych został ewakuowany z Krymu do Gallipoli, gdzie wszedł w skład 8 kompanii pułku korniłowskiego. Od 24 grudnia 1921 r. sprawował funkcję zastępcy dowódcy 2 batalionu tego pułku. Zamieszkał w Bułgarii, gdzie w 1933 r. ukończył politechnikę. Jesienią 1941 r. wstąpił do Rosyjskiego Korpusu Ochronnego w Serbii. Po zakończeniu II wojny światowej zamieszkał we Francji.